# Stibeutes calderonae
Stibeutes calderonae är en stekelart som beskrevs av Bordera och Hernandez-rodriguez 2004. Stibeutes calderonae ingår i släktet Stibeutes och familjen brokparasitsteklar. Inga underarter finns listade i Catalogue of Life.